# Jeep Commander (XK)
Jeep Commander (XK) — среднеразмерный кроссовер, производимый американской компанией Chrysler (отделение Jeep).

## История
Автомобиль Jeep Commander (XK) впервые был представлен 18 июля 2005 года. Автомобиль с бензиновым двигателем внутреннего сгорания получил индекс XK, автомобиль с дизельным двигателем внутреннего сгорания получил индекс XH. В иерархии модель занимала промежуток между Jeep Grand Cherokee и Jeep Liberty. Конкурентом являлся GMC Envoy. Производство завершилось в 2010 году.

## Особенности
Автомобиль Jeep Commander (XK) оснащён передней независимой подвеской. Задняя подвеска — пятирычажная. Также автомобиль оснащён электронной системой контроля устойчивости.

## Двигатели
| Годы производства | Двигатель             | Мощность            | Крутящий момент | Модификации            |
| ----------------- | --------------------- | ------------------- | --------------- | ---------------------- |
| 2005—2010         | 3.7 L PowerTech V6    | 210 л. с. (154 кВт) | 319 Н*м         | Base/Sport             |
| 2005—2007         | 4.7 L PowerTech V8    | 235 л. с. (173 кВт) | 393 Н*м         | Base/Sport/Limited     |
| 2008—2009         | 4.7 L PowerTech V8    | 305 л. с. (224 кВт) | 453 Н*м         | Base/Sport/Limited     |
| 2005—2008         | 5.7 L Hemi V8         | 330 л. с. (243 кВт) | 502 Н*м         | Limited/Overland       |
| 2009—2010         | 5.7 L Hemi V8         | 360 л. с. (265 кВт) | 529 Н*м         | Sport/Limited/Overland |
| 2006—2010         | 3.0 L OM642 Diesel V6 | 218 л. с. (160 кВт) | 510 Н*м         | XH                     |

## Продажи
| Год  | США   | Мексика |
| ---- | ----- | ------- |
| 2005 | 17048 | 176     |
| 2006 | 88497 | 1013    |
| 2007 | 63027 | 558     |
| 2008 | 27694 | 216     |
| 2009 | 12655 | 79      |
| 2010 | 8115  | 24      |
| 2011 | 105   |         |

## Галерея

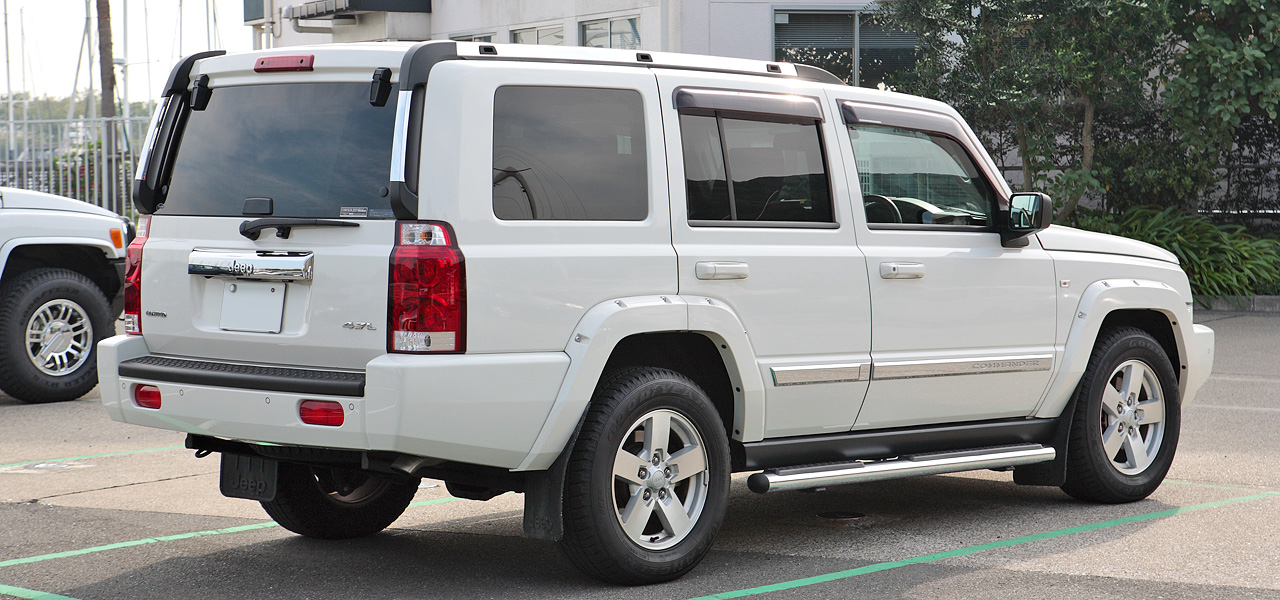
Jeep Commander
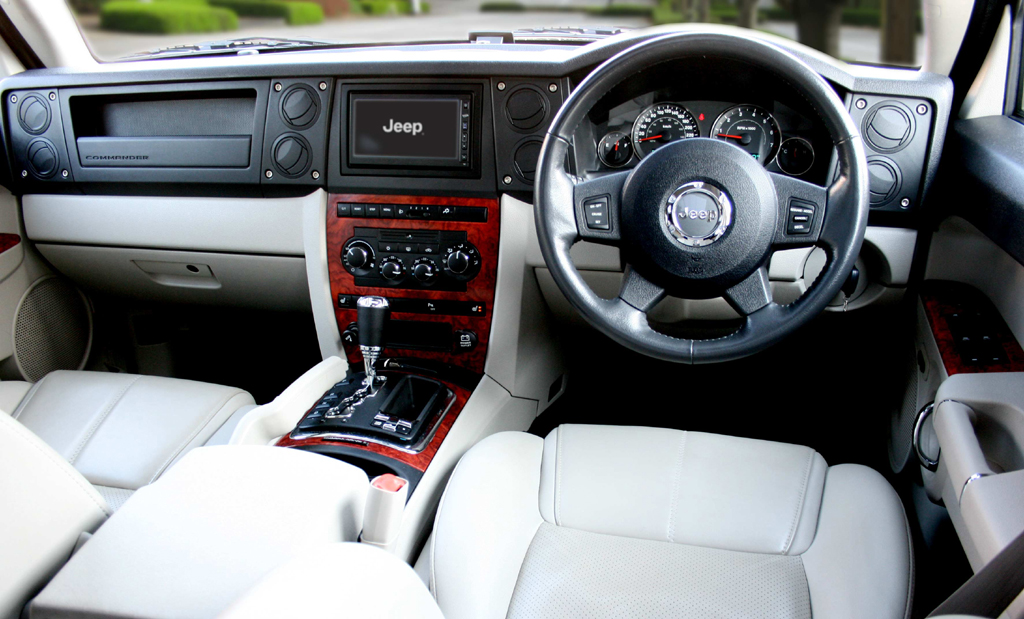
Место водителя